# Estación de Linares-Baeza
Linares-Baeza, históricamente denominada como Baeza-Empalme, es una estación de ferrocarril situada en el municipio español de Linares, provincia de Jaén, comunidad autónoma de Andalucía. Considerada la estación ferroviaria más importante de la provincia jienense, mantiene conexiones diarias con seis de las ocho provincias andaluzas y con regiones como Castilla-La Mancha, Madrid, Comunidad Valenciana y Cataluña. Además de los servicios de viajeros, la estación también cumple también funciones logísticas gracias a un recinto anexo llamado «Linares-Baeza Mercancías».
Históricamente, Linares-Baeza ha constituido un nudo ferroviario de primer orden en el que convergen las líneas Alcázar de San Juan-Cádiz y Linares-Almería. La estación fue construida originalmente por la compañía MZA e inaugurada en 1866, estando situada en mitad de la línea de Manzanares a Córdoba. En 1941, con la nacionalización del ferrocarril de ancho ibérico, RENFE pasó a hacerse cargo de las instalaciones. Con la apertura en 1992 del Nuevo Acceso Ferroviario a Andalucía, al igual que otras muchas estaciones, Linares-Baeza ha perdido importancia en el contexto ferroviario.

## Situación ferroviaria
La estación, que se encuentra a 281,02 metros de altitud, forma parte de los trazados de las siguientes líneas férreas:
- Línea férrea de ancho ibérico Alcázar de San Juan-Cádiz, punto kilométrico 314,7.[7]
- Línea férrea de ancho ibérico Linares Baeza-Almería, punto kilométrico 8,6.[7]

## Accesos a la estación
El edificio de pasajeros tiene su entrada en la Plaza de las Palmeras. La estación está comunicada con las barriadas y el centro de Linares mediante tres líneas de autobús urbano.
A su vez, una serie de autobuses interurbanos de la compañía ALSA la conecta también con Úbeda, Baeza, La Yedra, Canena, Rus, y el Balneario de San Andrés. También dispone de una parada de taxis.

## Historia
La estación original fue edificada en 1866 por la Compañía de los Ferrocarriles de Madrid a Zaragoza y Alicante (MZA), con motivo de la construcción de la línea ferroviaria de Manzanares a Córdoba. En 1896, MZA realizaría importantes trabajos de remodelación en el edificio original, reacondicionándolo ante el aumento de pasajeros y el número de habitantes de Linares. Para ello, se instalaron un amplio salón-comedor, una cantina o una sala reservada a los clientes. Con el paso de los años otras compañías ferroviarias construyeron instalaciones ferroviarias en Linares, que para entonces ya era un importante centro minero-industrial. Este fue el caso de la estación de Linares-Zarzuela (construida por la Compañía de los Ferrocarriles Andaluces) o la llamada estación de Almería (de la Compañía de los Caminos de Hierro del Sur de España). En 1904 esta empresa construiría un ramal ferroviario para conectar sus instalaciones con la estación de Baeza-Empalme, lo que permitió el enlace de esta con la línea Linares-Almería. Con ello, Baeza-Empalme se convirtió en una importante bifurcación ferroviaria. MZA también construyó en el casco urbano linarense la llamada estación de Madrid (1925).
En la estación de Baeza-Empalme llegó a acondicionarse una reserva de locomotoras, adscrita a la línea Linares-Almería y dependiente del depósito de locomotoras de la estación de Guadix. Dicha reserva se componía de una rotonda giratoria de 14 metros de diámetro y un taller para locomotoras. Además, en la cercana estación de Vadollano se encontraba situada una reserva de locomotoras, así como cocheras, talleres, etc. Dentro del conocido como Plan Guadalhorce estaba previsto que esta estación constituyera el punto de inicio del nunca finalizado ferrocarril Baeza-Utiel.
En 1941 la nacionalización del ferrocarril de ancho ibérico supuso la desaparición de todas las compañías existentes y la creación de la Red Nacional de los Ferrocarriles Españoles (RENFE), ente que pasó a hacerse cargo de las instalaciones. Con la apertura en 1992 del Nuevo Acceso Ferroviario a Andalucía (NAFA) la actividad de la estación de Linares-Baeza se ha visto afectada de forma considerable, debido a la reducción o eliminación de servicios ferroviarios. Desde enero de 2005, con la división de la histórica RENFE, el ente Adif es la titular de las instalaciones ferroviarias. 

### Servicios de tranvías
A nivel local, la estación constituyó una importante parada del Tranvía de Linares, construyéndose durante la década de 1960 una estación subterránea al estilo de las estaciones de metropolitano modernas. Así mismo, también dispuso de una conexión tranviaria con las localidades de Baeza y Úbeda mediante el llamado Tranvía de la Loma.

## Servicios ferroviarios
Actualmente todas las líneas de viajeros de la estación son operadas por Renfe.

### Largo recorrido
Los servicios de largo recorrido solo circulan una vez al día en cada sentido. 

### Media Distancia

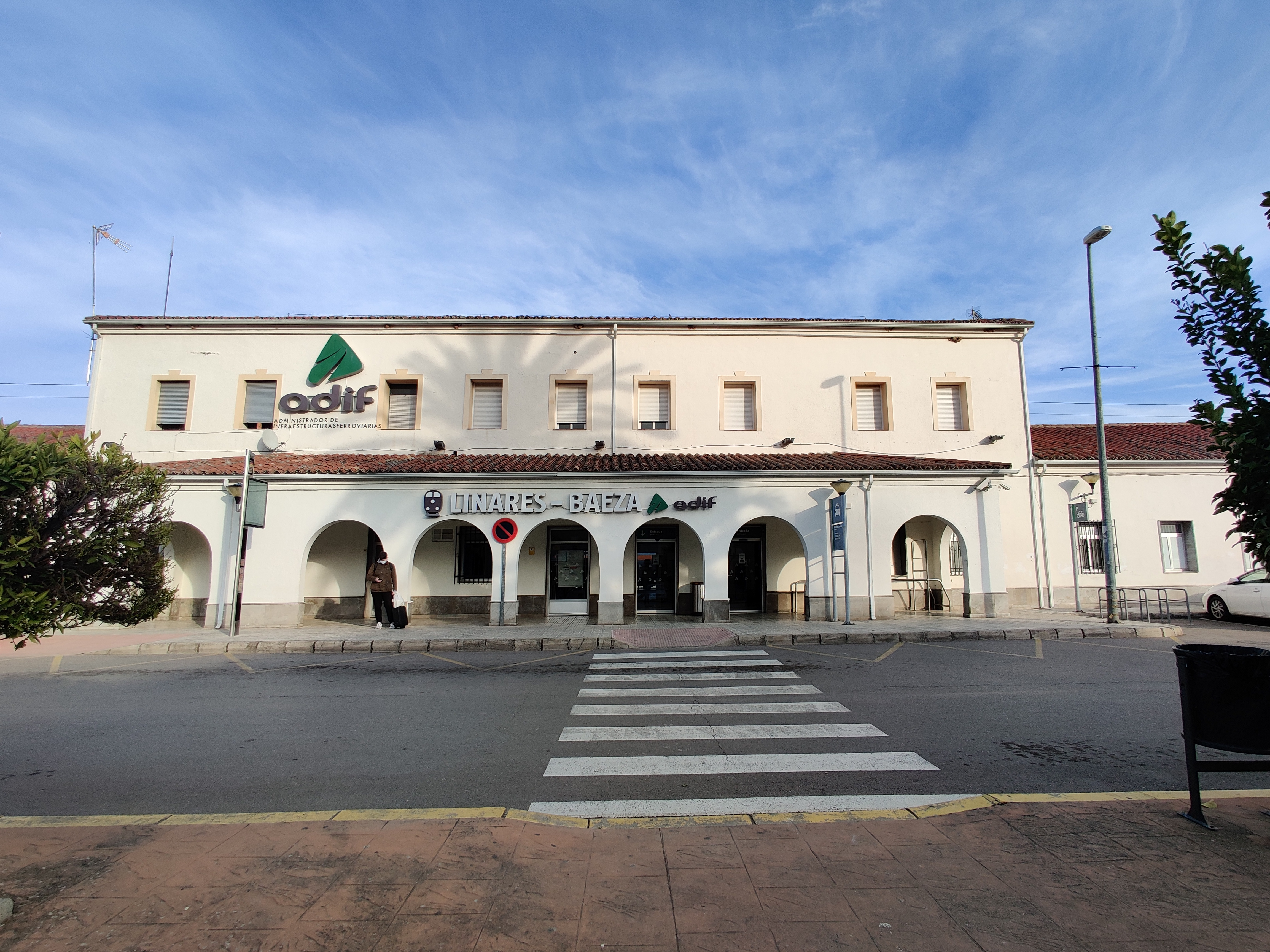
Fachada del edificio de acceso a la Estación de Linares-Baeza..

Circulan dos servicios diarios de Media Distancia entre Madrid-Chamartín y Jaén.
| Línea MD | Trenes | Origen/Destino   |  | Destino/Origen |
| -------- | ------ | ---------------- |  | -------------- |
| 58       | MD     | Madrid-Chamartín |  | Jaén           |

### Pérdida de servicios de pasajeros
Desde la apertura de la línea de alta velocidad Madrid-Sevilla, en 1992, la estación ha perdido su anterior posición estratégica como vía de acceso a Andalucía y ha sufrido una progresiva pérdida de servicios. Esta cuestión ha suscitado la implicación de diversos sectores sociales.